# Carmen Scarpitta
Carmen Scarpitta (26 de mayo de 1933 - 26 de abril de 2008) fue una actriz italiana que trabajó en teatro y en cine. Apareció en 30 películas entre 1960 y 2001.
Scarpitta nació en Hollywood, California. Hizo su debut en el teatro en 1960 en una adaptación de la obra de Alessandro Manzoni Adelchis y en A Martian in Rome, una obra de Ennio Flaiano, las dos obras fueron dirigidas por Vittorio Gassman. Trabajó también con Gino Bramieri, en 1981, en La vita comincia ogni mattina de Terzoli & Vaime.
Durante sus 40 años de carrera, trabajó con Carmelo Bene, Luca Ronconi y Luigi Squarzina, también protagonizó películas dirigidas por Federico Fellini, Bernardo Bertolucci, Mauro Bolognini y Luigi Magni.
Scarpitta murió el 26 de abril de 2008 a los 74 años debido a un accidente con una fuga de gas en su casa de Cabo San Lucas, México.

## Filmografía
| Año  | Título                        | Papel                                                | Notas         |
| ---- | ----------------------------- | ---------------------------------------------------- | ------------- |
| 1960 | Five Branded Women            |                                                      |               |
| 1963 | Gidget Goes to Rome           | Caviar Party Guest                                   | Sin acreditar |
| 1966 | Pleasant Nights               | Amiga de Domicilla                                   |               |
| 1968 | Anzio                         | Chica napolitana                                     |               |
| 1970 | Defeat of the Mafia           | Countess Torreguardia                                |               |
| 1973 | Il magnate                    |                                                      |               |
| 1974 | L'albero dalle foglie rosa    | Gloria, madre di Marco                               |               |
| 1975 | Savage Three                  | Moglie del deputato                                  |               |
| 1976 | Fellini's Casanova            | Madame Charpillon                                    |               |
| 1976 | Natale in casa d'appuntamento | Marta                                                |               |
| 1976 | La Orca                       | Irene                                                |               |
| 1976 | Frou-frou del tabarin         | Contessa Chantal de la Barrière - Madre de Charlotte |               |
| 1977 | Oedipus Orca                  | Irene                                                |               |
| 1977 | Beyond Good and Evil          | Malvida                                              |               |
| 1977 | In the Name of the Pope King  | La condesa Flaminia                                  |               |
| 1978 | La Cage aux folles            | Louise Charrier                                      |               |
| 1979 | Hunted City                   | Hermana de Ferro                                     |               |
| 1980 | Tranquille donne di campagna  | Floriana                                             |               |
| 1980 | Bello di mamma                | Madre de Mimì                                        |               |
| 1981 | Calderon                      |                                                      |               |
| 1987 | Farewell Moscow               |                                                      |               |
| 1989 | Lungo il fiume                |                                                      |               |
| 1990 | Voglia di vivere              |                                                      | Telefilme     |
| 2001 | Probably Love                 | Laura                                                |               |